# Melchnau
Melchnau är en ort och kommun i distriktet Oberaargau i kantonen Bern, Schweiz. Kommunen har 1 542 invånare (2023).